# Гусев, Анатолий Алексеевич (певец)
Анато́лий Алексе́евич Гу́сев (род. 10 июля 1960, Днепропетровск) — певец, тенор, исполнитель музыки барокко, маэстро оперного пения, профессор техники пения (Милан, Италия).

## Биография
Анатолий Гусев родился 10 июля 1960 года в Днепропетровске. Первые полгода его биографии прошли в микрорайоне Новые Кайдаки на улице Петра Андреевича Курочкина, 28. Отец Алексея был военным, в Днепропетровске служил недолго.
В 1977 году Анатолий поступил в Каспийское высшее военно-морское училище имени С. М. Кирова на штурманский факультет, сейчас Азербайджанское высшее военно-морское училище, которое окончил в 1982 году. В 1982 году поступил в Государственную консерваторию Узбекистана имени Мухтара Ашрафи, на факультет академического пения и хорового дирижирования. Окончил консерваторию в 1987 году. После окончания Академии музыки барокко, в Сабле-сюр-Сарте (Франция) и Академии музыки в коммуне Озимо (Италия) Анатолий специализировался на исполнении музыки барокко, совмещая артистическую деятельность с преподавательской.
С 1994 года Анатолий Гусев работает профессором музыкальной академии на Форо Бонапарт, а с 2002 года заведующий секцией камерного пения музыкальной академии имени Гаэтано Доницетти. В данное время он живёт в Милане, где основал частную школу оперного пения, много её выпускников и стажёров поют в самых знаменитых театрах Европы: Ла Скала, Римская опера, Лисео, Гранд-Опера, а также в оперных театрах Турина, Триеста, Флоренции, Вероны, Мангейма и многих других. Помимо этого Гусев входил в команду педагогов творческой лаборатории молодых вокалистов Siberian Solo.
С 2001 года Анатолий Алексеевич постоянно принимает участие в качестве члена жюри во многих итальянских и международных вокальных конкурсах: HYPERION в Риме, Международный конкурс Montecorvino Opera Festsval в Неаполе, конкурс Lucino Neroni в Асколи-Пичено. В 2005 и 2006 годах был членом жюри Международного конкурса оперных певцов имени Елены Васильевны Образцовой в Санкт-Петербурге и Москве.

## Репертуар
В репертуар Анатолия Гусева входили такие оперы как: «Фауст» Шарля Гуно, «Севильский цирюльник» и «Сорока-воровка» Джоаккино Россини, «Случай, который приводит к кражам», «Дон Жуан» Вольфганга Амадея Моцарта, «Юлий Цезарь» Георга Фридриха Генделя, «Королева фей» Генри Пёрселла и другие оперы.

## Ученики
Среди его учеников и певцов, которые стажировались, получивших международную известность, такие оперные и камерные исполнители как Эльдар Алиев (бас), Фернандо Гуффи (баритон), Галина Шестернева (сопрано), Лавиния Бертотти (сопрано), Витторио Вителли (баритон), Мауро Вентурини (тенор), Номада Каулаус (сопрано), Юрий Алексеев (тенор) и многие другие.